# فرودگاه کوندوبولین
فرودگاه کوندوبولین (به انگلیسی: Condobolin airport) یک فرودگاه با کد یاتا CBX است که یک باند فرود آسفالت دارد و طول باند آن ۱۳۷۲ متر است. این فرودگاه در کشور استرالیا قرار دارد و در ارتفاع ۱۹۸ متری از سطح دریا واقع شده‌است.